# Batalla del valle del Tollense
El campo de batalla del valle de Tollense [Tollensetal] es un yacimiento arqueológico de la Edad del Bronce en Mecklemburgo-Pomerania Occidental (Alemania). El sitio se extiende a lo largo del valle del Tollense, a orillas del río, y está al este de Weltzin, en los municipios de Burow y Werder, en el Distrito de los lagos de Mecklenburg. El río Tollense desemboca en el Peene en Demmin, y esto a su vez conduce al mar Báltico. Según los hallazgos, se puede rastrear por primera vez un importante conflicto armado en la Edad del Bronce del norte de Europa. La batalla de Tollense ha sido fechada por radiocarbono hacia el año 1250 a. C.

## Contexto histórico
En la región del Mediterráneo oriental se producen grandes invasiones y migraciones de pueblos durante un período de tiempo prolongado (como los pueblos del mar, aproximadamente entre los años 1194 y 1186 a. C) que destruyen el orden político y cultural existentes de los estados de la zona (Edad Oscura, hacia 1200 a. C., que comenzó con el final del período palaciego micénico).
Esto dio lugar a una reorganización geopolítica que también influyó en las rutas comerciales tradicionales del Mediterráneo al báltico. Es más, en el norte de Alemania se encontraban vías fluviales que conducían al sur siguiendo los ríos Peene y Tollense hasta el Havel, y rutas comerciales que iban desde el este hasta la península de Jutlandia y la adyacente (actual) Baja Sajonia. En la zona se cruzaron diferentes culturas y grupos: personas de la Edad del Bronce nórdica, al oeste el grupo de Luneburgo y, en las estribaciones orientales, la cultura lusaciana. Es el período comprendido entre el Bronce medio y tardío. La Edad del Bronce final comenzó definitivamente a partir del 1300 a. C. con la cultura lusaciana o su contraparte occidental, la cultura de los campos de urnas. Thomas Terberger (2019) y su grupo de trabajo interpretaron los hallazgos en el sentido de que también hay indicios que los guerreros que participaron en la batalla procedían, al menos en parte, del sur de Europa Central.

## Estudio
Un conservador de yacimientos voluntario informó en 1996 del descubrimiento de un húmero humano con una punta de flecha de pedernal incrustada que había descubierto desde un bote neumático durante una temporada de sequía en la orilla del Tollense. Ese año se llevaron a cabo las primeras investigaciones arqueológicas en las inmediaciones del hallazgo, donde se encontraron huesos de animales y humanos. En los años siguientes se descubrió un garrote de madera de fresno, un arma de impacto con forma de martillo hecha de madera de endrino y otros restos esqueléticos.
El área ha sido estudiada sistemáticamente desde 2007 bajo la dirección de la Oficina Estatal de Cultura y Conservación de Monumentos, la Oficina Estatal de Conservación de Monumentos de Baja Sajonia y la Universidad de Greifswald. Los buzos de la Asociación Estatal de Arqueología Subacuática registraron sistemáticamente el fondo y el área del banco del Tollense, y se encontraron más restos de esqueletos. La prospección del área y los hallazgos fue realizada en 2009 por el Ministerio de Cultura de Mecklemburgo-Pomerania Occidental y ha sido financiada desde 2010 por la Sociedad Alemana de Investigación. Las prospecciones in situ se centraron en investigar la extensión del yacimiento y descubrir el lugar principal debajo de una capa de turba de aproximadamente un metro de espesor. Para ello se llevaron a cabo excavaciones arqueológicas en los prados de las tierras bajas de Tollense. Un área de más de 400 m² se descubrió solo en el yacimiento principal. Los conservadores de monumentos voluntarios realizaron varias prospecciones con detectores de metales. También se examinó la mayor parte del material que había sido depositado en la ribera durante el dragado del Tollense.
El Instituto Geográfico de la Universidad de Greifswald realizó estudios sobre la evolución del valle del Tollense y para determinar el curso anterior del río. El área se escaneó mediante láser. Los restos óseos fueron examinados en la Universidad de Rostock.

## Terreno
El yacimiento se extiende a lo largo de varios cientos de metros a ambos lados del río. En esta zona, el Tollense serpentea en un valle relativamente estrecho entre prados húmedos. En los últimos milenios el curso del río ha cambiado relativamente poco. Durante la Edad del Bronce, el paisaje fluvial era relativamente abierto. La influencia humana era escasa.

## Resultados

Patrones de lesiones óseas y sus ubicaciones que se encontraron en los muertos en el campo de batalla del valle del Tollense.
- círculo azul: lesión producida por elemento romo contundente;
- asterisco rojo: lesión producida por elemento cortante, heridas por arco y flecha;
- triángulos azules: lesión producida por elemento punzante;
- cuadrado negro: rastros de cortes;
- diamante verde: lesión producida por elemento romo, herida por golpe;
- triángulo gris transparente: lesiones sin especificar.

Cuando se examinaron los restos óseos, a principios de 2011, se identificaron al menos 83 personas. En febrero de 2015, se determinó un recuento mínimo de 125 individuos en función de los huesos del muslo; en 2017 ya había 140 individuos y 12000 huesos humanos. La mayoría son restos de hombres jóvenes. El número de muertes se estima entre 750 y más de 1000. La datación por radiocarbono ha confirmado que los huesos datan de alrededor de 1300 a 1250 a. C.: 277  De los más de 40 cráneos humanos encontrados, algunos tienen rastros de heridas de combate. Hay una punta de flecha de bronce incrustada en uno de los cráneos. Varias puntas de flecha de este tipo, en contraste con los hallazgos de las puntas de flecha realizadas en pedernal y garrotes de madera, sugieren que dos grupos equipados de manera diferente entraron en conflicto aquí. El número total de combatientes podría haber estado entre los 4000 y más de 5000. Todavía no se han encontrado espadas en el campo de batalla, pero se han encontrado cerca de Tollense, en Golchen y en Wodarg de Werder (cerca de Altentreptow).: 278  Sin embargo, al examinar los huesos humanos, se encontraron muchos cortes y golpes, que aparentemente habían sido hechos con espadas.
Al menos algunos de los combatientes iban montados, como muestran los huesos de al menos cuatro caballos. La posición de la punta de la flecha en el húmero que se encontró en primer lugar sugiere que un arquero que peleaba a pie hirió a un jinete. Dado que casi no se descubrieron otros objetos, aparte de puntas de flecha individuales entre los huesos, se puede suponer un saqueo completo de los muertos después de la batalla. Es probable que los vencedores arrojasen a los caídos al río. Dado que los restos ya no se encontraban asociados de forma anatómica, probablemente fueron desplazados por el río hasta que fueron cubiertos por una capa de turba en la zona de sedimentación y sus restos fueron parcialmente preservados. Durante las investigaciones de 2016, buzos encontraron un complejo de 31 objetos en el Tollense que se atribuyen a las pertenencias personales de un guerrero. Estos incluían una caja de cinturón adornada, tres alfileres de túnica y puntas de flecha. Basándose en estos artículos, el guerrero podría provenir del sur de Alemania, y hay cada vez más indicios de que algunos de los guerreros provienen del sur de Europa Central. Según el prehistoriador Thomas Terberger de la Universidad de Gotinga, este es «el primer descubrimiento de objetos personales en el campo de batalla que [...] da una idea del equipamiento de un guerrero».
Según los estudios de los restos óseos llevados a cabo en la Universidad de Aarhus, se cree que eran miembros de dos grupos diferentes de personas. En ocasiones se sospechó que los combatientes de una de las dos partes en conflicto no procedían de la región porque se alimentaban parcialmente de mijo. Pero ahora se ha refutado la hipótesis de que el mijo no estaba muy extendido en el norte. Con investigaciones paleogenéticas del material genético y el análisis de isótopos de estroncio de los dientes, el objetivo era determinar el origen de los individuos con mayor precisión, pero a pesar de los análisis de isótopos, según el arqueólogo regional Detlef Jantzen, no se pudieron obtener conclusiones confiables sobre el origen de los combatientes. Sin embargo, el hecho de que hasta 5000 combatientes, en su mayoría jóvenes, fueran organizados, alimentados y dirigidos en una región con un promedio de cinco habitantes por kilómetro cuadrado, según Jantzen, es un logro asombroso que solo podría explicarse por la existencia de un gobierno central en la región. Los residentes podrían haber bloqueado el puente sobre el Tollense del que se tiene constancia por restos arqueológicos y haberlo defendido contra una fuerza que avanzaba desde el oeste. 
Según una interpretación, una ruta comercial podría haber pasado por el puente, en el que se comerciaban artículos de lujo y de importancia estratégica, como el estaño para la producción de bronce. La batalla tuvo lugar en un cruce entre rutas terrestres y acuáticas en la fase crítica de finales de la Edad del Bronce alrededor del 1250 a. C., en el que el metal en el norte se hizo escaso debido al aparente colapso del comercio a larga distancia y en Mecklenburgo, como en toda la Europa centro-norte, aparentemente se inició un deterioro del clima. En esta situación de disputa intensificada por la escasez de recursos, las formas de organización y estructuras de poder para una guerra también estaban fundamentalmente presentes en el centro-norte de Europa, aunque no alcanzase las dimensiones de la batalla de Qadesh, casi simultánea, la segunda gran batalla conocida de estos años (1274 a. C.).: 280 s. 

## Hallazgos de metal
Después de que se encontrara un anillo en espiral dorado en la orilla del Tollense en 2010, en junio de 2011 le siguió un anillo similar, de 2,9 cm de largo y un peso de poco menos de diez gramos. En agosto del mismo año, además de cuatro rodillos en espiral de bronce, una forma típica de joyería de la Edad del Bronce, se encontraron otros dos anillos enrollados en espiral hechos de alambre de cuatro milímetros de espesor. El material se identificó como estaño mediante análisis de difracción de rayos X. Debido a su importancia como materia prima en la producción de bronce y dada la rareza de tales hallazgos, los dos anillos de peltre son de particular importancia. Estos son los hallazgos de estaño más antiguos de Alemania hasta la fecha. El hallazgo más cercano, de Hallstatt en Austria, es alrededor de 600 años posterior. Hasta el momento, se han encontrado casi 50 puntas de flecha de bronce. Los restos conservados de las flechas de madera permitieron datar más de un tercio de las puntas de flecha en el mismo período en que se encontraron los huesos.

## Interpretaciones e hipótesis de los hechos del valle del Tollense
Si la guerra se define como un acto intencional de un grupo mayoritariamente organizado contra otro grupo, que hace uso potencial o real de la fuerza, la «batalla del valle de Tollense» es una forma de confrontación violenta entre personas de ese tipo. Así, de una forma tan general y, por lo tanto, válida para sociedades con dispares estados de diferenciación y desarrollo, define el investigador de la guerra y antropólogo cultural estadounidense Richard Brian Ferguson (1984) los conflictos armados. Las pruebas de numerosas heridas en los huesos, los hallazgos de armas (garrotes de madera, puntas de flecha de sílex, pero también de bronce), además de una prevalencia demostrada de hombres jóvenes entre las víctimas, deja entrever que se trata de los restos de un violento conflicto grupal de la Edad del Bronce. Los antecedentes y la motivación de esta acción siguen siendo hipotéticas.

### Hipótesis de invasión de grupos externos de la región
Inicialmente, los investigadores asumieron, según su hipótesis, que los atacantes eran grupos, ni locales, ni regionales, es decir, etnias que venían del sur y atacaban a los pobladores del Tollense. La hipótesis surgió tras el análisis de isótopos de los dientes de los muertos encontrados. Mostraron que algunos de los combatientes se habían estado alimentando de mijo durante muchos años; sobre el análisis de la proporción de isótopos δ13C en los huesos de los difuntos. Inicialmente los arqueólogos asumieron que este tipo de grano no debería ser conocido en el área cercana al mar Báltico en la Edad del Bronce Medio. Sin embargo, este enfoque puede descartarse con nuevos descubrimientos que muestran la existencia de mijo en la zona.

### Hipótesis de la lucha por las rutas comerciales
Una estructura de madera excavada en el Tollense, que se interpretó como un puente, puso de relieve la idea de una guerra comercial en la Edad del Bronce. Una ruta comercial en la que se comerciaban bienes, como el estaño, que era necesario para la producción de bronce, dio lugar a los violentos enfrentamientos. El posible motivo que empujó a la lucha entre los dos grupos fue el comercio a larga distancia. Se asume que existió un cruce de dos rutas comerciales, un cruce de una ruta este-oeste por tierra y una ruta norte-sur sobre el Tollense, lo que le dio a la región un significado especial y donde finalmente se desarrolló una situación de enfrentamiento. En el área del yacimiento Kessin 12, en la llanura aluvial del valle oriental, se descubrió una estructura lineal de más de 100 m de largo mediante investigaciones geomagnéticas; el hallazgo se interpretó como una ruta que también podría vincularse al horizonte del campo de batalla. Según la hipótesis actual, es posible que la lucha comenzase en el cruce y luego se desplazasen hacia el norte. La ruta descubierta en el valle del Tollense ofrece una primera vista de la red de rutas terrestres de principios de la Edad del Bronce en la región del sur del Báltico.
Un examen genético realizado por Christian Sell del ADN antiguo en 2017 mostró que las víctimas de la derrota no diferían mucho genéticamente entre sí. Aunque también se pudieron identificar algunas desviaciones genéticas (valores atípicos), los hallazgos esencialmente no se desviaron de la imagen genética de Europa Central en la Edad del Bronce.